# ムサ・コナテ (作家)
ムサ・コナテ（フランス語: Moussa Konaté、1951年 – 2013年11月30日）は、マリ共和国出身の作家である。キタに生まれ、2013年11月30日にフランスのリモージュで死去した。

## 経歴
マリのバマコ高等師範学校で人文学を学び教師となったが、数年間働いた後に作家としての道を選んだ。ハビブ警部の捜査を描いた推理小説シリーズがよく知られている。コナテは「エディション・ル・フィギエ」の創設者であり、「エトナン・ヴォヤジュール・アフリケ」のディレクターも務めた。また作家ミシェル・ル・ブリとともに、サン・マロで開催される国際的ブックフェア「エトナン・ヴォヤジュール」のマリ担当者としても活動した。
2005年にはフランスのリモージュで開催されたフランコフォニー演劇祭で「ソニー・ラブ・タンサ賞」を受賞した。

## 作品

### 小説
- 『L'Empreinte du renard』、フェヤール、2006年
- 『L’assassin du Banconi』、続編『L’Honneur des Keita』、ギャリマール社、パリ、2002年
- 『Goorgi』、エディション・ル・フィギエ、バマコ、マリ、1998年
- 『Les Saisons』、エディション・サマナ、バマコ、マリ、1990年
- 『Fils du chaos』、ラルマタン社、パリ、1986年
- 『Une Aube incertaine』、プレザンス・アフリケーヌ社、パリ、1985年
- 『Le Prix de l’âme』、プレザンス・アフリケーヌ社、パリ、1981年

### 短編小説
- 『Sitan, la petite imprudente』、エディション・ル・フィギエ、バマコ、マリ、1997年
- 『Barou et sa méchante marâtre』、エディション・ル・フィギエ、バマコ、マリ、1997年
- 『L’Hyene et le Malin Fafa』、エディション・ル・フィギエ、バマコ、マリ、1997年
- 『Les Trois gourmands』、エディション・ル・フィギエ、バマコ、マリ、1997年

### 青少年向け作品
- 『La Savonnière』、エディション・ル・フィギエ、バマコ、マリ、2003年
- 『La Potière』、エディション・ル・フィギエ、バマコ、マリ、2003年
- 『La Fileuse』、エディション・ル・フィギエ、バマコ、マリ、2003年

### 社会・政治関連
- 『Mali–Ils ont assassiné l’espoir』、エッセイ、ラルマタン社、パリ、1985年
- 『Chronique d’une journée de répression』、ラルマタン社、パリ、1988年
- 『Le casier judiciaire』、短編小説、エディション・ル・ブリュイ・デ・ゾートル社のアンソロジー『La Voiture est dans la piroge』に収録

### 戯曲
- 『Khasso』、2004年
- 『Un Appel de nuit』、1995年
- 『Un Monde immobile』、1994年
- 『L’Or du diable』、1985年
- 『Le Cercle au féminin』、1985年
- 『Le dernier pas』

### 映画
- 『Un Mali d'écrivains』、2001年、フィルム・デュ・オルラ（Les）／フランス3プロダクション、リール